# Зофювка (Люблінське воєводство)
Зофювка (пол. Zofiówka) — село в Польщі, у гміні Ленчна Ленчинського повіту Люблінського воєводства.
Населення — 325 осіб (2011).
У 1975-1998 роках село належало до Люблінського воєводства.

## Демографія
Демографічна структура станом на 31 березня 2011 року:
|          | Загалом | Допрацездатний вік | Працездатний вік | Постпрацездатний вік |
| -------- | ------- | ------------------ | ---------------- | -------------------- |
| Чоловіки | 170     | 33                 | 124              | 13                   |
| Жінки    | 155     | 27                 | 101              | 27                   |
| Разом    | 325     | 60                 | 225              | 40                   |